# Hugo Borchardt
Hugo Borchardt (6 de junio de 1844-8 de mayo de 1924) fue un diseñador de armas de fuego e inventor, nacido en Magdeburgo, Alemania. Es conocido por ser el inventor de la pistola Borchardt C-93 así como su munición (el 7,65 x 25 Borchardt ) y anteriormente el fusil Sharps-Borchardt Modelo 1878.
En 1860, emigró a los Estados Unidos, y, en 1872, asumió el cargo de Superintendente de Trabajos para la Pioneer Breech-Loading Arms Co. (Trenton, Mass.). En 1874, se convirtió en capataz para la Singer Sewing Machine Co., y después fue contratado por la Colt's Manufacturing Company. Más tarde fue a la empresa Winchester Repeating Arms Company y, el 1 de junio de 1876, fue superintendente de la Sharps Rifle Manufacturing Company.
Después de la disolución de Sharps Rifle Co. en 1881, Borchardt retornó a Budapest donde fue empleado en la firma Armas y Máquinas de Obras Részvéntarsaság y en 1890 alcanzó el puesto de Director de Trabajos. Allí se casó con Aranka Herczog. Volvió Estados Unidos por un breve periodo (1890-92) como consultor de la Remington Arms en el desarrollo del fusil Lee para las pruebas del Ejército de los Estados Unidos.
En 1893 se asoció a la Ludwig Loewe & Co. de Berlín, Alemania, un fabricante de máquinas herramientas, para producir la pistola semiautomática C-93, que inventó basándose en el mecanismo de la ametralladora Maxim. También desarrolló el cartucho 7,65 × 25 mm Borchardt, sobre el cual se construyó la pistola. Hugo Borchardt patento muchos diseños ajenos a las armas: una perforadora de rocas, una fresadora, mecheros de gas, rulemanes, un enderezador de alambre, y varios aparatos eléctricos.
Borchardt murió de neumonía en Berlín-Charlottenburgo en 1924.

## Patentes de armas
Estados Unidos
- N.º 185.721 26 de septiembre de 1876
- N.º 206.217 23 de julio de 1878
- N.º 273.448 6 de marzo de 1883
- N.º 571.260 1896
- N.º 987.543 21 de marzo de 1911

Alemania
- N.º 75.837 9 de septiembre de 1893
- N.º 77.748 18 de marzo de 1894
- N.º 91.998 10 de octubre de 1896
- N.º 227.078 27 de febrero de 1909

Gran Bretaña
- N.º 18.774 1 de noviembre de 1893
- N.º 29.622 20 de febrero de 1909